# Guilelm Șorban
Guilelm Șorban (* 2. Februar 1876 in Arad; † 7. Juli 1923 in Dej) war ein rumänischer Komponist und Pianist.

## Leben
Er veröffentlichte 1894 in Leipzig das Werk Zehn rumänische Volkslieder und in Wien 1900 das Romanian Compositions Album, in dem es zwei Originaltexte von George Coșbuc gibt.
Guilelm Şorban wurde durch seine Lieder Mai am un singur dor („Habe nur noch einen Wunsch“) und Pe lângă plopii fără soț („Neben ungleichen Pappeln“), sowie Dorurile mele („Meine Sehnsüchte“) und Măi crâșmare Niculae („He, Gastwirt Niculae“) bekannt. Viele seiner Lieder kursieren anonym. Er hat über 100 Stücke komponiert, einige davon zu den Texten der rumänischen Dichter Mihai Eminescu, Octavian Goga und George Coșbuc.
Er ist der Vater des Kunstkritikers Raoul Șorban und Großvater der Musikwissenschaftlerin Elena Maria Șorban.